# Придворная капелла (орган управления)
Придворная капелла (нем. Hofkapelle) — возникший при Каролингах центральный духовный орган при королевском дворе; ключевой административный институт Франкского государства и его государств-преемников.
Придворные капеллы были составлены из всех занятых при королевском дворе клириков. Поскольку в их обязанности входило сохранение реликвии плаща (лат. cappa) Мартина Турского, их сообщество получило название капеллы, члены которого обозначались соответственно как капелланы или капланы. Капелланы отвечали не только за совершение богослужений при дворе, но выполняли также целый ряд административных задач, связанных, в первую очередь, с официальным документооборотом (изготовление грамот и капитуляриев) и с особыми поручениями короля, либо императора.
Со времён Людвига Немецкого во главе придворной капеллы стоял архикапеллан (лат. archicapellanus) или эрцкаплан, часто называвшийся эрцканцлером (лат. archicancellarius) из-за того, что капеллы исполняли функции придворной канцелярии. Первым должность эрцкаплана занимал регенсбургский епископ Батурих (ум. 847); с 870 года эта должность принадлежала майнцским архиепископам. При Отто Великом титул эрцканцлера получили также архиепископы Кёльна и Вьена (позднее — Трира), что привело к утверждению структуры трёх высших церковных должностей, ответственных соответственно за дела трёх важнейших частей франкского государства: Германии, Италии и Бургундии.
Из-за невозможности постоянного нахождения эрцкапланов при королевском дворе, их текущие обязанности всё чаще перенимали высокопоставленные (придворные) канцлеры, ставшие со временем важнейшими советниками короля. Тем самым и придворные капеллы как орган коллективного управления церковных деятелей уступили место постоянным придворным канцеляриям.